# Luís da Posávia

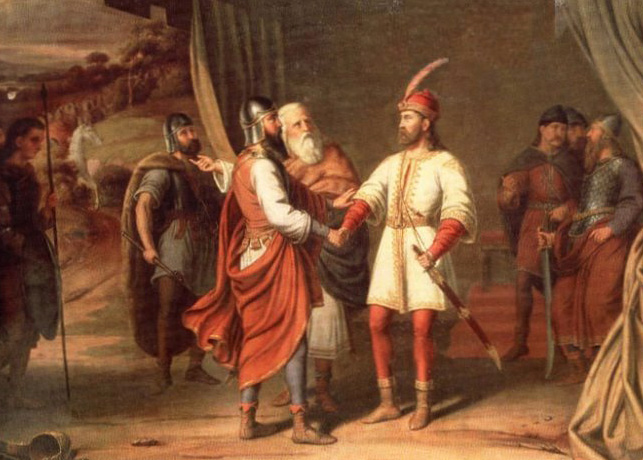

Luís da Posávia (em croata: Ljudevit Posavski) foi um duque da Panônia Croata entre 810 e 823. Sua capital ficava em Síscia. Ele se tornou senhor dos croatas em 822, e foi aceito facilmente pelos croatas. Nessa época, os croatas ainda não tinham sido convertidos aos cristianismos e ainda adeptos dos deuses da mitologia eslava. Os dois povos falavam o mesmo proto-eslavo, na época a língua comum entre os eslavos meridionais, setentrionais e orientais. Luís libertou a Panônia da dominação dos francos e unificado pela primeira vez uma grande parte das tribos croatas sob si.